# Cornel Filipescu
Cornel Filipescu (n. 3 iulie 1947) este un fost senator român în legislatura 2000-2004 ales în județul Alba pe listele partidului PSD. Cornel Filipescu a fost membru în grupurile parlamentare de prieteni cu Republica Croația, Republica Cehă și Republica Portugheză.